# Pothos tener
Pothos tener là một loài thực vật có hoa trong họ Ráy (Araceae). Loài này được Wall. miêu tả khoa học đầu tiên năm 1820.